# Peperomia asterophylla
Peperomia asterophylla är en pepparväxtart som beskrevs av William Trelease. Peperomia asterophylla ingår i släktet peperomior, och familjen pepparväxter. Inga underarter finns listade i Catalogue of Life.